# Franz Jung
Franz Josef Johannes Konrad Jung (* 26. November 1888 in Neiße, Oberschlesien; † 21. Januar 1963 in Stuttgart) war ein deutscher Schriftsteller, Ökonom und Politiker. Jung veröffentlichte auch unter den Pseudonymen Franz Larsz und Frank Ryberg.

## Leben

### 1888–1911
Franz Josef Jung wurde als Sohn des Uhrmachermeisters Franz Jung und dessen Frau Clara, geborene Doering, geboren. Ab 1898 besuchte er das Realgymnasium, an dem er sich mit dem späteren Dichter Max Herrmann anfreundete. 1907 legte er das Abitur ab und begann in Leipzig Musik zu studieren. Er wechselte aber bald zu Volkswirtschaft, Rechts-, Kunst- und Religionswissenschaften. In Leipzig wurde er am 21. Oktober 1907 Mitglied der Burschenschaft Arminia zu Leipzig. Am 22. April 1908 erfolgte der ehrenvolle Austritt. 1908 ging er an die Universität Jena, wo er sich der Burschenschaft Germania Jena anschloss, aus der er jedoch ausgeschlossen wurde, nachdem er einen Alten Herrn verprügelt hatte. 1909 wechselte Jung an die Universität Breslau.
In Breslau lernte er seine spätere Frau Margot, eine Tänzerin, kennen, die er im Januar 1911 heiratete. Im selben Jahr wurde der Sohn Franz geboren, der jedoch bei den Großeltern in Neisse aufwuchs, da die Ehe von ständigen Auseinandersetzungen geprägt war. Ende des Jahres wechselte Jung an die Universität München, wo er seine Dissertation Die Auswirkungen der Produktionssteuer in der Zündholzindustrie schrieb. Eine Vorabveröffentlichung in der Frankfurter Zeitung machte es Jung jedoch unmöglich, die Dissertation auch einzureichen. In München kam er in Kontakt mit Erich Mühsam, den Schriftstellern Leonhard Frank, Oskar Maria Graf, Karl Otten und dem Psychoanalytiker Otto Gross.

### 1912–1918

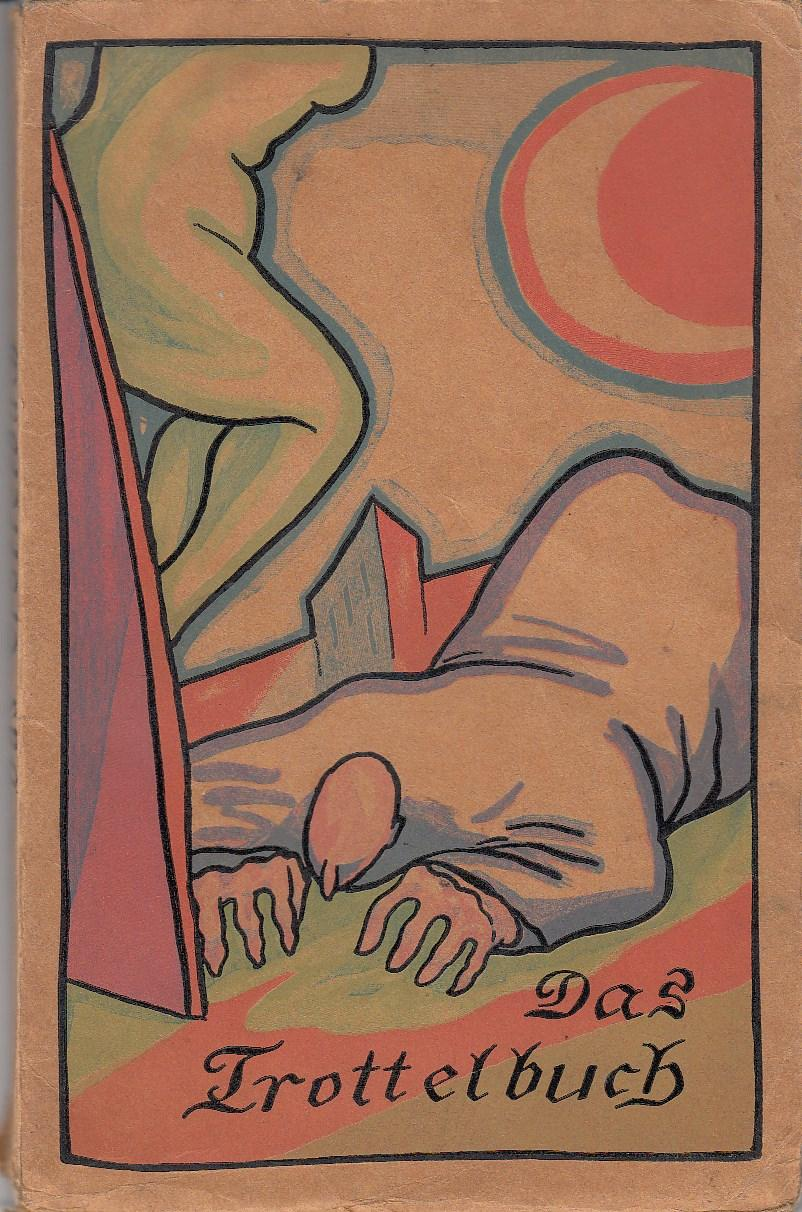
Das Trottelbuch, Franz Jungs erstes Buch (1912). Umschlag von Franz Seraph Henseler

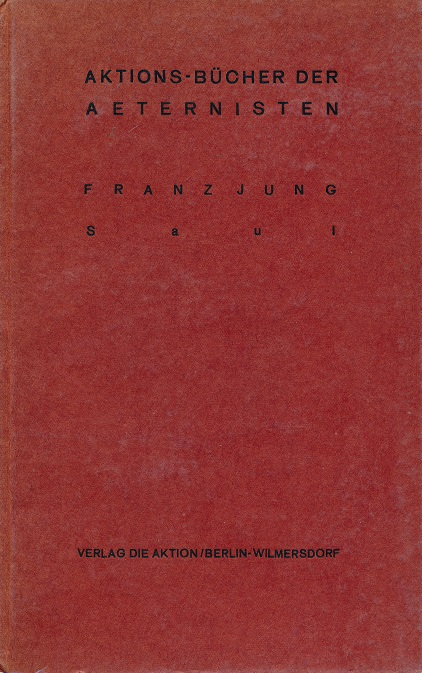
Saul, Verlag Die Aktion, 1916

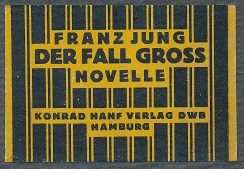
Der Fall Gross. Novelle. Konrad Hanf Verlag, Hamburg, 1921

1912 erschienen erste Prosatexte Jungs in den expressionistischen Zeitschriften Der Sturm und Die Aktion sowie sein erstes Buch Das Trottelbuch. 1913 zog er nach Berlin, wo er in engem Kontakt zu Franz Pfemfert, dem Herausgeber der Aktion stand; mehrere frühe Bücher Jungs erschienen im Aktions-Verlag. In diese Zeit fällt auch die Bekanntschaft mit seiner späteren zweiten Frau Cläre Otto. Als sein Freund Otto Gross auf Betreiben von dessen Vater Hans Gross im November 1913 in die Psychiatrie eingewiesen wurde, startete Jung eine Kampagne, die schließlich im Juli 1914 zu Gross’ Entlassung führte.
1914 begann Jung, für die Börsenblätter eines großen Berliner Wirtschaftsverlages zu schreiben. Nach Kriegsausbruch meldete er sich freiwillig zum Militär. Fast ohne Ausbildung wurde er in Ostpreußen eingesetzt, wo er im Dezember 1914, ohne an einer Schlacht teilgenommen zu haben, desertierte; über Berlin floh er 1915 mit Hilfe eines gefälschten Attests, das ihm Walter Serner ausgestellt hatte, nach Wien, wurde dort jedoch verhaftet und nach Deutschland ausgeliefert. Einige Wochen verbrachte er im Festungsgefängnis Spandau, anschließend wurde er in die Irrenanstalt Berlin-Wittenau überstellt. Nach seiner Freilassung – wozu psychiatrische Gutachten von Gross beitrugen – wurde er Wirtschaftsredakteur beim Deutschen Kurier und gründete den Verlag Die freie Straße. 1916 wurde die Tochter Dagny geboren; 1917 trennten sich Franz und Margot Jung.
Bis 1918 arbeitete Jung an einer Reihe von politisch-kulturellen Projekten im Untergrund und beschäftigte sich daneben wieder intensiv mit Ökonomie. Eine wichtige Veröffentlichung dieser Zeit war die von ihm herausgegebene Zeitschrift Die Neue Jugend, die erste dadaistische Zeitschrift in Deutschland. Ab 1918 war Franz Jung Mitherausgeber des Club Dada. In dieser Zeit machte Jung die Bekanntschaft von John Heartfield (dessen Pseudonym er wohl erfand), von Wieland Herzfelde, George Grosz, Hannah Höch, Richard Hülsenbeck und Raoul Hausmann, mit denen er publizierte und auftrat.
Als am 9. November 1918 die Revolution ausbrach, setzte sich Jung vom Potsdamer Platz aus an die Spitze eines Trupps Soldaten und besetzte Wolffs Telegraphenbüro in der Leipziger Straße, von wo er allerdings kurz darauf von regierungstreuen Truppen wieder vertrieben wurde.

### 1919–1932
1919 wurde Jung während der Revolutionskämpfe, an denen er sich auf Seite der Spartakisten beteiligte, im Berliner Zeitungsviertel verhaftet, jedoch gelang ihm die Flucht nach Breslau. Jung trat der KPD bei und gründete mehrere Wirtschaftsnachrichtendienste. 1920 wurde er aus der KPD ausgeschlossen und gründete mit anderen die Kommunistische Arbeiterpartei Deutschlands. Um deren Aufnahme in die Kommunistische Internationale zu betreiben, wurde er zusammen mit Jan Appel nach Moskau entsandt. Für die Passage in die Sowjetunion kaperten die beiden den Fischdampfer Senator Schröder und fuhren nach Murmansk. Die Gespräche mit Lenin, Bucharin und Karl Radek blieben jedoch erfolglos.
Zurück in Deutschland wurde Jung wegen „Schiffsraubs auf hoher See“ verhaftet. Im Gefängnis schrieb er eine Reihe von Büchern, u. a. die Romane Proletarier, Joe Frank illustriert die Welt, das Stück Wie lange noch? und den Essay Die Technik des Glücks, die im Malik-Verlag erschienen. Anfang 1921 wurde er gegen Kaution aus dem Gefängnis entlassen und tauchte sofort unter.
Wenige Wochen später war er zusammen mit Béla Kun, Max Hoelz und Karl Plättner führend an den Märzkämpfen in Mitteldeutschland beteiligt, einer bewaffneten Arbeiterrevolte rund um Halle und Leuna. Nachdem die Reichswehr den Aufstand niedergeschlagen hatte, versuchte er im Mai des Jahres zusammen mit seiner späteren Frau Cläre nach Großbritannien zu fliehen, wurde jedoch in den Niederlanden inhaftiert und von dort in die Sowjetunion ausgewiesen. In Moskau arbeitete er anfangs für die Presseabteilung der Komintern und als Geschäftsführer des IAH-Büros. Ab 1922 leitete Jung in Tschudowo bei Nowgorod den Wiederaufbau der Zündholzfabrik „Solnze“ („Sonne“). Dies verarbeitete er in seinem 1924 erschienenen Werk Die Geschichte einer Fabrik. 1923 war er verantwortlich für den Wiederaufbau des metallverarbeitenden Werks „Ressora“ in Petrograd.
Im November 1923 kehrte er, da er nach wie vor polizeilich gesucht wurde, unter dem falschen Namen „Franz Larsz“ nach Deutschland zurück. In den nächsten Jahren veröffentlichte er noch einige literarische Werke, arbeitete vor allem aber als Wirtschaftsjournalist, wobei er den Namen Franz Larzs und das Pseudonym Frank Ryberg benutzte. 1925 schrieb er einen Brief an Hermann von Wedderkop und bewarb sich darum, soziologische Themen für die Zeitschrift Der Querschnitt zu verfassen. Ein vorgeschlagener Aufsatz hatte den Titel Notwendigkeit der Sklaverei.
1924 heirateten Cläre und Franz Jung; die Ehe wurde 1937 geschieden. 1931 lernte Jung Harriet Scherret kennen, die nun seine Lebensgefährtin wurde; 1932 wurde der gemeinsame Sohn Peter geboren.
Bereits in den frühen zwanziger Jahren hatte Erwin Piscator Jungs Stücke in Berliner Sälen aufgeführt, darunter Wie lange noch? und Die Kanaker (beide 1921); in letzterem Stück hatte Piscator die Rolle Lenins gespielt. Zeitweise war Jung im Anschluss daran 1927/28 dramaturgischer Mitarbeiter der Piscator-Bühne und 1931 auch für die Organisation der Berliner Aufführungen der Brecht-Stücke Aufstieg und Fall der Stadt Mahagonny (durch Ernst Josef Aufricht) und Die Mutter mit verantwortlich. Jung bemühte sich um diese Zeit, in die Literatur zurückzukehren. Seine Stücke hatten jedoch keinen Erfolg, und es war zunehmend schwierig, Verlage für seine Bücher zu finden. 1928 wurde das Verfahren gegen Jung wegen der Schiffsentführung eingestellt.
Neben der Tätigkeit am Theater war Jung ab Ende der 1920er Jahre auch wieder vermehrt in der Wirtschaft tätig. Er war am Deutschen Korrespondenz Verlag (Deko-Verlag) beteiligt, an Ernst Josef Aufrichts Theaterproduktionsgesellschaft, einer Künstleragentur und anderen, nicht ganz durchsichtigen Unternehmungen. 1931 bahnte der Deko-Verlag ein Geschäft zwischen den zur Gewerkschaft gehörenden Pommerschen Bauhütten und französischen Partnern an. Geplant war, nach Entwürfen von Le Corbusier in Marseille eine Gartenstadtsiedlung mit 30.000 Wohnungen zu errichten. Hierzu mussten jedoch Reichsmark nach Frankreich transferiert werden, was durch eine Devisenverordnung des Deutschen Reichs soeben verboten worden war. Im Juni 1932 kam es zu einem Skandal; Jungs Kompagnons wurden verhaftet, er selbst tauchte einmal mehr unter.
Bereits 1930 hatte Jung im Deko-Verlag die Zeitschrift Der Gegner erneut gegründet, an der unter anderen Ernst Fuhrmann, Raoul Hausmann und Karl Korsch mitarbeiteten. 1932 übernahm Harro Schulze-Boysen, der zuvor schon am Heft beteiligt war, die Herausgeberschaft und versuchte mit dem Gegner-Kreis eine eigenständige Jugendbewegung zu entwickeln.

### 1933–1945
Von 1933 bis 1936 gab Jung gemeinsam mit Alexander Schwab den Pressedienst für den Wirtschaftsaufbau heraus und gehörte der Untergrundgruppe Rote Kämpfer an. Ende 1936 wurde er in diesem Zusammenhang verhaftet. Nach der Haftentlassung ging Jung 1937 nach Prag, wo er an den Deutschland-Berichten der SPD mitarbeitete, und schließlich nach Wien, wo er wiederum einen Wirtschaftsdienst gründete. Nach dem Anschluss Österreichs floh Jung in die Schweiz, wo er in Genf lebte. 1939 wurde er wegen des Verdachts der Wirtschaftsspionage aus der Schweiz ausgewiesen und ging nach Budapest, wo er als Versicherungsagent für Schweizer Rückversicherer arbeitete. In dieser Zeit unterstützte er das Rote Kreuz dabei, in Ungarn auf der Flucht vor den Nazis gestrandeten Polen die Ausreise zu ermöglichen.
1944 wurde er erst durch die ungarischen Pfeilkreuzler und dann vom Sicherheitsdienst verhaftet, jedoch gelang ihm beide Male die Flucht. 1944 wurde die Ehe mit Harriet geschieden und Jung heiratete Anna von Meißner (Scheidung 1947). 1945, auf der Flucht von Österreich nach Italien, wurde er erneut verhaftet und im KZ Bozen interniert.

### 1946–1963
In Italien arbeitete Jung an Theaterstücken. Tief erschüttert vom Tod seiner Tochter Dagny, die 1945 unter unklaren Umständen in der psychiatrischen Abteilung des Allgemeinen Krankenhauses in Wien gestorben war, schrieb er Das Jahr ohne Gnade.
1948 wanderte Jung in die USA aus, wobei ihn die dort ansässige, vormalige KPD-Vorsitzende Ruth Fischer erheblich unterstützte. In New York arbeitete er unter anderem als Wirtschaftskorrespondent für deutschsprachige Zeitungen. 1953 zog er nach San Francisco und erhielt im Januar 1955 die US-Staatsbürgerschaft.
Jung, der mittlerweile an Kehlkopfkrebs erkrankt war und mehrfach operiert werden musste, reiste erstmals 1955 und dann wieder 1957 zu einem Besuch nach Deutschland. Ende 1960 kehrte er endgültig nach Europa zurück, wo er in Frankreich und Deutschland lebte. In Deutschland hatte er, außer zu alten Bekannten, Kontakt zu Helmut Heißenbüttel, der beim Süddeutschen Rundfunk arbeitete, zu dem Verleger Jes Petersen und zu Fritz J. Raddatz, dem stellvertretenden Verlagsleiter bei Rowohlt. Diese bemühten sich, Jungs Werk in Deutschland wieder bekannt zu machen, verschafften ihm Aufträge für den Rundfunk und Kontakte zu Verlagen.
1961 erschien Jungs Autobiografie Der Weg nach unten im Luchterhand Literaturverlag. In der Folge kam es zu Anfeindungen und auch Prozessen, da sich einige Personen, darunter die Schauspielerin Trude Hesterberg, durch das Buch falsch dargestellt oder verleumdet fühlten.
Am 16. Januar 1963 kam Jung wegen hohen Fiebers in das Karl-Olga-Krankenhaus. Dort erlitt er einen Gehirnschlag, der ihn teilweise lähmte. Er konnte nicht mehr selbst lesen und ließ sich vorlesen. Am 21. Januar 1963 starb Franz Jung mit 74 Jahren in Stuttgart an einem Herzinfarkt. Am 25. Januar wurde er auf dem Neuen Friedhof in Degerloch-Sonnenberg beigesetzt. Seine Grabstelle, die als städtisches Grab weitergeführt wird, ist in Abteilung 6, Reihe 5, Grab 24.

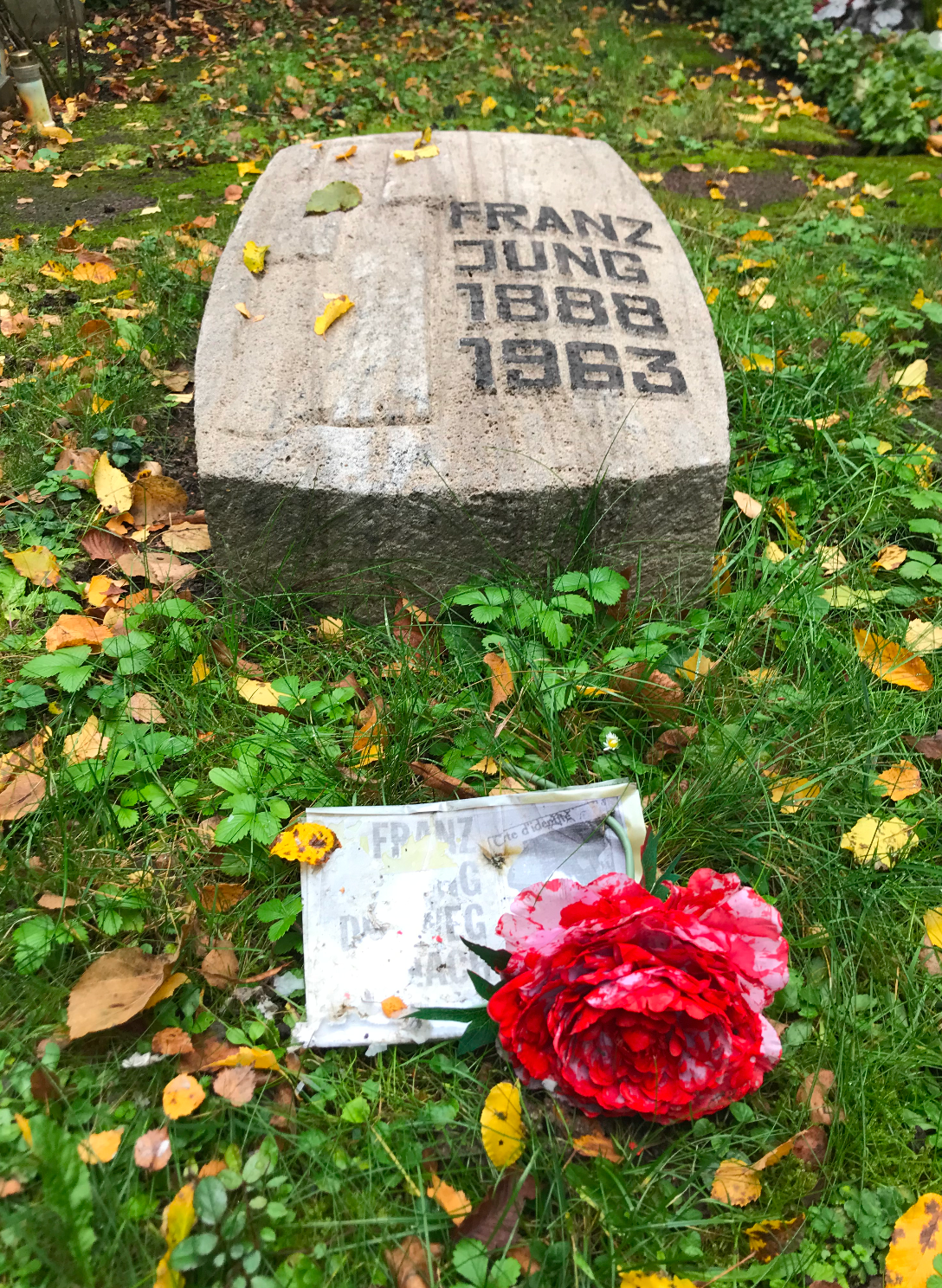
Grabstätte von Franz Jung

Fritz J. Raddatz sagte über Jung: „Franz Jung – einer der unbekanntesten und lesenswertesten Autoren deutscher Sprache in der ersten Hälfte dieses Jahrhunderts“.

## Schriften
Bibliographie der Werke von Franz Jung:
Fritz Mierau, Leben und Schriften des Franz Jung. Eine Chronik. Edition Nautilus, Hamburg 1980.
Walter Fähnders: Franz Jung-Bibliographie. In: Wolfgang Rieger: Glückstechnik und Lebensnot. Leben und Werk Franz Jungs. Freiburg/Br. 1987, S. 252–268 (320 Titel).
- Das Trottelbuch. Theodor Gerstenberg Verlag, Leipzig 1912. (Neuauflage mit einer Vorrede von Lutz Schulenburg: Edition Nautilus, Hamburg 2013, ISBN 978-3-89401-773-6.)
- Kameraden …! Richard Weissbach Verlag, Heidelberg 1913.
- Sophie. Der Kreuzweg der Demut. Verlag der Wochenschrift DIE AKTION (Franz Pfemfert), Berlin-Wilmersdorf 1915.
- Saul. Verlag der Wochenschrift DIE AKTION (Franz Pfemfert), Berlin-Wilmersdorf 1916.
- Opferung. Ein Roman. Verlag der Wochenschrift DIE AKTION (Franz Pfemfert), Berlin-Wilmersdorf 1916.
- Der Sprung aus der Welt. Verlag der Wochenschrift DIE AKTION (Franz Pfemfert), Berlin-Wilmersdorf 1918.
- Gnadenreiche, unsere Königin. Kurt Wolff Verlag, Leipzig 1918.
- Jehan. Verlag der Saturne, Mühlheim/Donau 1919.
- Reise in Russland. Verlag der Kommunistischen Arbeiter-Partei Deutschlands, Berlin 1920.
- Joe Frank illustriert die Welt. Verlag der Wochenschrift DIE AKTION (Franz Pfemfert), Berlin-Wilmersdorf 1921.
- Der Fall Groß. K. Hanf Verlag, Hamburg 1921.
- Proletarier. Der Malik-Verlag, Berlin 1921.
- Die Kanaker – Wie lange noch? Zwei Schauspiele. Der Malik-Verlag, Berlin 1921.
- Die Technik des Glücks. Teil 1–2. Der Malik-Verlag, Berlin 1921–1923.
- Die rote Woche. Der Malik-Verlag, Berlin 1921.
- Annemarie. Schauspiel in vier Akten. Der Malik-Verlag, Berlin 1922.
- Arbeitsfriede. Der Malik-Verlag, Berlin 1922.
- Hunger an der Wolga. Der Malik-Verlag, Berlin 1922.
- Die Eroberung der Maschinen. Der Malik-Verlag, Berlin 1923.
- Mehr Tempo! Mehr Glück! Mehr Macht. Ein Taschenbuch für Jedermann. Der Malik-Verlag, Berlin 1923.
- Die Geschichte einer Fabrik. Verlag für Literatur und Politik, Wien 1924.
- Der neue Mensch im neuen Russland. Verlag für Literatur und Politik, Wien 1924.
- Geschäfte. Eine Komödie. Gustav Kiepenheuer Verlag, Potsdam 1927.
- Gequältes Volk. Ein oberschlesischer Industrieroman. 1927 (erstmals veröffentlicht 1987).
- Hausierer. Gesellschaftskritischer Roman. Verlag Der Bücherkreis, Berlin 1931.
- Der Weg nach unten. Aufzeichnungen aus einer großen Zeit. Luchterhand, Neuwied – Berlin – Spandau 1961. Neuausgabe Edition Nautilus, Hamburg 1988; 2000.
- Meinen Gruß zuvor. 1962 (erstmals veröffentlicht 1966 von Jes Petersen), abgedruckt in: Petra und Uwe Nettelbeck (Hrsg.): Franz Jung: Schriften und Briefe. Salzhausen 1981, S. 899–903.
- Bausteine für einen neuen Menschen. Über Wilhelm Reich und Ernst Fuhrmann. Zürich: Edition Moderne 1982.
- Revolte gegen die Lebensangst. Die Albigenser. Essay. Brinkmann & Bose, Berlin 1983, ISBN 3-922660-11-8.
- Spandauer Tagebuch. Edition Nautilus, Hamburg 1984.
- Der Torpedokäfer. Hommage an Franz Jung. Edition Nautilus, Hamburg 1988.
- Die Verzauberten. Erzählung. Aus dem Nachlass hrsg. von Walter Fähnders. BasisDruck, Berlin 2000, ISBN 3-86163-101-6.
- Jes Petersen: Strontium. Briefwechsel mit Raoul Hausmann und Franz Jung. Hrsg. Andreas Hansen. BasisDruck, Berlin 2001, ISBN 3-86163-113-X.
- Das Jahr ohne Gnade. Edition Nautilus, Hamburg 2014, ISBN 978-3-89401-782-8 (verfasst 1946, 1990 erstmals unselbständig erschienen in Bd. 12 der Franz-Jung-Werkausgabe).

Eine Werkausgabe in 14 Bänden ist in der Edition Nautilus erschienen:
- Werke. 12 Bände in 14 Teilbänden mit einem Supplementband, Edition Nautilus, Hamburg 1981–1997, ISBN 978-3-89401-430-8.

### Zu Texten
- Literatur von und über Franz Jung im Katalog der Deutschen Nationalbibliothek
- Das Trottelbuch im Project Gutenberg
- Bericht der nach Moskau entsandten Delegation der KAPD – 9. Juli 1920, von Jan Appel und Franz Jung (Memento vom 28. September 2007 im Internet Archive)
- Arbeitsfriede. In: Nemesis - Sozialistisches Archiv für Belletristik. 1922.
- Die Eroberung der Maschinen. In: Nemesis - Sozialistisches Archiv für Belletristik. 1923.

### Über Franz Jung
- Herbert Braun: Franz Jung: Das Menschliche hinter der Wand - eine deutsche Revolution. In: woerter.de. 2001.
- Raimund Dehmlow: Gefährten – Otto Gross und Franz Jung. In: Website von Raimund Dehmlow. 19. Januar 2019.
- Günter Herburger: Sehnsucht nach Solidarität. In: Der Spiegel. Nr. 53, 1972 (online).
- Walter Fähnders: Jung, Franz. In: Datenbank des deutschsprachigen Anarchismus (DadA). (Mit ausführlicher Bibliographie der Forschungsliteratur).
- Franz-Jung-Archiv und Sammlung im Archiv der Akademie der Künste, Berlin